# Carretera Federal 29
La Carretera Federal 29,es una carretera Mexicana que recorre el Norte del estado de Coahuila, inicia en la ciudad de fronteriza de Ciudad Acuña y termina en Allende, tiene una longitud total de 105 km.
Las carreteras federales de México se designan con números impares para rutas norte-sur y con números pares para las rutas este-oeste. Las designaciones numéricas ascienden hacia el sur de México para las rutas norte-sur y ascienden hacia el Este para las rutas este-oeste. Por lo tanto, la carretera federal 29, debido a su trayectoria de norte-sur, tiene la designación de número impar, y por estar ubicada en el Norte de México le corresponde la designación N° 29.

## Trayectoria

### Coahuila
- Ciudad Acuña – Carretera Federal 2
- San Carlos
- Zaragoza
- Morelos
- Allende – Carretera Federal 57